# Mick Jones (Fußballspieler, April 1945)
Michael David „Mick“ Jones (* 24. April 1945 in Worksop) ist ein ehemaliger englischer Fußballspieler. Als Mittelstürmer klassischer Prägung gewann er mit Leeds United zwei englische Meisterschaften (1969, 1974) und Messepokaltrophäen (1968, 1971) sowie einmal den FA Cup (1972). Dabei bildete er vor allem mit Allan Clarke ein effektives Sturmduo. Verletzungsgeplagt musste er bereits im Alter von 30 Jahren seine Karriere beenden.

## Karriere

### Sheffield United (1962–1967)
Jones fiel bereits früh als guter Fußballspieler auf und seine später besonderen Fähigkeiten als Torjäger stellte er in der Schulmannschaft unter Beweis, als ihm in einem Spiel 14 Treffer gelangen. Daneben agierte er für Jugendauswahlteams aus Rotherham und Worksop – in Worksop war sein Vater als Torwart aktiv gewesen –, später für Dinnington Miners’ Welfare und parallel begann er in einer Fahrradfabrik zu arbeiten. Im März 1961 absolvierte er dann bei Sheffield United erfolgreich ein Probetraining und gut anderthalb Jahre später unterzeichnete er im November 1962 bei dem Erstligisten seinen ersten Profivertrag.
Nach Bewährungsproben in der Reservemannschaft gab er am 20. April 1963 beim 1:1 gegen Manchester United in Old Trafford sein Debüt in der ersten Mannschaft und vier Tage später folgten gegen Manchester City (3:1) die ersten beiden Tore. In den anschließenden Jahren war Jones wesentlich daran beteiligt, dass die „Blades“, die erst 1961 in die englische Eliteklasse zurückgekehrt waren, den Klassenerhalt zumeist sicher erreichen konnten und zeitweise sogar bis in die obere Tabellenhälfte vorstießen. Er galt als einer der besten Angreifer im englischen Fußball und wurde 1964 zunächst in die englische U-23-Auswahl sowie im Jahr darauf in die A-Nationalmannschaft berufen. Im September 1967 wechselte er nach insgesamt 76 Toren in 172 Pflichtspielen zum Ligakonkurrenten Leeds United.

### Leeds United (1967–1975)
Jones war für Leeds United der erste Spieler, dessen Ablösesumme die 100.000-Pfund-Grenze erreichte. Der dort aktive Trainer Don Revie setzte darauf, dass der Neuling den verletzten Alan Peacock ersetzen konnte. Gerade einmal 22 Jahre alt, galt Jones zwar noch nicht als „fertig ausgebildeter Spieler“, aber man versprach sich von ihm eine große Torausbeute. Die neue „Nummer 9“ gewann in dem ersten Jahr mit dem neuen Klub auf Anhieb den Messepokal und mit seinem Tor entschied er das Finale gegen Ferencváros Budapest (Hinspiel: 1:0, Rückspiel: 0:0). Zum Ligapokalsieg im selben Jahr trug er jedoch nichts bei, da er zu Saisonbeginn noch in Sheffield unter Vertrag gestanden hatte und nach dem Wechsel für den Ligapokalwettbewerb gesperrt („cup-tied“) war. Im folgenden Jahr gewann er mit Leeds die englische Meisterschaft und mit 14 Meisterschaftstreffern war er bester Torschütze seiner Mannschaft. Dennoch war Revie mit der Durchschlagskraft in der Offensive nicht vollständig zufrieden und so stellte er ihm im Sommer 1969 Allan Clarke zur Seite, der ebenfalls eine sechsstellige Summe kostete. Beide bildeten fortan ein äußerst effektives Sturmduo und ergänzten sich durch unterschiedliche Spielweisen. Während Jones körperlich robust auftrat und die Zweikämpfe suchte, überzeugte Clarke mehr durch ein gutes Positionsverständnis und Spielintelligenz.
In der Saison 1969/70 war die Angriffsformation, aus der neben den beiden noch Peter Lorimer und Johnny Giles herausragten, die erfolgreichste in der höchsten englischen Spielklasse und die Mannschaft kämpfte lange um ein „Triple“ aus englischer Meisterschaft, FA Cup und Europapokal der Landesmeister. Am Ende verpasste das Team sämtliche Titel, wobei Jones besonders bei der knappen Niederlage im FA-Cup-Finale gegen den FC Chelsea einen nachhaltigen Eindruck hinterließ. Sowohl in der ersten Partie im Wembley-Stadion (2:2) als auch im Wiederholungsspiel in Old Trafford (1:2, jeweils nach Verlängerung) gelang ihm ein Tor. Nach einer weiteren knapp verpassten Meisterschaft hinter dem FC Arsenal folgten weitere Titelgewinne im Messepokal 1971 und im englischen Pokal 1972. Clarke bereitete den 1:0-Siegtreffer im FA-Cup-Endspiel gegen Arsenal selbst vor, kugelte sich in der letzten Minute den Ellenbogen aus und quälte sich anschließend mit angebundenem rechten Arm hinaus in die Ehrenloge. An dem zwei Tage später stattfindenden letzten Ligaspieltag gegen die Wolverhampton Wanderers konnte er nicht teilnehmen und die 1:2-Niederlage war entscheidend dafür, dass Leeds hinter Derby County ein weiteres Mal nur die Vizemeisterschaft gewann. Ein weiteres persönliches Highlight in der Saison 1971/72 war zuvor am 19. Februar 1972 sein Hattrick binnen 15 Minuten gegen Manchester United gewesen.
Im Jahr 1973 erreichte Jones mit Leeds zwei Pokalendspiele, verlor jedoch beide mit jeweils 0:1 – im FA Cup gegen den Zweitligisten AFC Sunderland sowie im Europapokal der Pokalsieger gegen den AC Mailand. Ein letzter Höhepunkt in seiner Karriere war die Saison 1973/74, die ihm die zweite englische Meisterschaft, aber auch eine karrierebeendende Verletzung einbrachte. Er schoss vierzehn Ligatreffer und wurde vereinsintern zum besten Spieler gewählt, zog sich aber währenddessen im Training eine schwere Blessur am Knie zu. Nach seinem letzten Treffer zum 2:0-Sieg gegen Manchester United in Old Trafford am 9. Februar 1974 kam er nur noch zu Kurzeinsätzen und bei drei Auftritten in der Startelf zum Saisonende spielte er mit stark schmerzbetäubenden Mitteln. Nach einem Sommer 1974 ohne sportliche Belastung ließ er sein Knie operieren und im Februar 1975 versuchte er ein Comeback in der Reservemannschaft. Die Schmerzen ließen aber nicht nach und auch die Ärzte signalisierten ihm keine baldige Besserung und da der Verein zwischendurch mit Joe Jordan einen Nachfolger auf seiner Position gefunden hatte, beendete Jones im Alter von 30 Jahren seine aktive Laufbahn.
Nach der Fußballerlaufbahn eröffnete Jones ein eigenes Sportgeschäft in Maltby, South Yorkshire, in dem er mit seinem Sohn Bekleidungsartikel verkaufte. Darüber hinaus arbeitete er im Gaststättengewerbe.

### Nationalmannschaft
Jones’ erster Einsatz in der englischen U-23-Auswahl fand am 25. November 1964 gegen Rumänien statt und den 5:0-Sieg eröffnete er mit dem ersten Tor. Knapp drei Monate später spielte er beim 0:0 gegen Schottland unter anderem gegen seinen Mannschaftskameraden Billy Bremner; dazu standen aus Leeds für England Norman Hunter und Paul Reaney zur Verfügung. Er wurde fortan zu einer festen Größe im Nachwuchsteam und dazu sammelte er im Alter von 20 Jahren erste Erfahrungen in der englischen A-Nationalmannschaft. Am 12. Mai 1965 und vier Tage später stand er gegen Deutschland und Schweden zweimal in der Startformation der „Three Lions“ und mit 1:0 und 2:1 war er jeweils siegreich. Obwohl er in der ersten Partie am Siegtreffer seinen Anteil hatte, blieb der Auftritt gegen die Skandinavier jedoch ohne Höhepunkte. Der hinsichtlich der Stürmer unentschlossene Trainer Alf Ramsey probierte im Vorfeld der WM 1966 im eigenen Land weitere Alternativen aus und gab Alan Peacock, Barry Bridges und Joe Baker die nächsten Bewährungschancen. Nachdem Jones dann im vorläufiger 28-Mann-Kader noch berücksichtigt worden war, fiel er der Reduzierung auf 22 Spieler zum Opfer. Stattdessen kam Jones noch weiter in der U-23-Auswahl zum Einsatz und beim letzten Auftritt am 10. Mai 1967 gegen Österreich (3:0) stürmte er erstmals an der Seite von Allan Clarke, der zu diesem Zeitpunkt noch beim FC Fulham unter Vertrag stand.
Am 14. Januar 1970 bestritt Jones ein drittes und letztes A-Länderspiel für England, das in Wembley gegen die Niederlande mit einem torlosen Remis endete – mit Terry Cooper, Jack Charlton und Norman Hunter standen an diesem Tag drei weitere Leeds-Spieler in der englischen Startformation.

## Erfolge
- Messepokal (2): 1968, 1971
- Englische Meisterschaft (2): 1969, 1974
- Englischer Pokal (1): 1972
- Charity Shield (1): 1969